# Милан Бакић
Милан Бакић Баја (Бјеловар, 1903 – Логор Јадовно на Велебиту, 1941) био је правник, хрватски комуниста српског порекла и брат вајара Војина Бакића.

## Биографија
Рођен је у грађанској породици. Имао је четворицу браће: Александра, Војина, Николу и Слободана, те сестру Душанку. Завршио је Српску основну школу и Државну реалну гимназију у Бјеловару. Као ђак бјеловарске гимназије, касније студент права, Бакић је био један од најутицајнијих чланова Југословенског сокола, у којему су тада почела превладавати левичарска стремљења. Године 1935, постао је члан Комунистичке партије Југославије. Пошто је дипломирао право, а није могао да се одмах запосли као правник, прихватио је место грунтовничара код Котарскога суда у Лудбрегу.
Током месеца јула 1937. године, у Бјеловару је био основан Окружни комитет Комунистичке партије Хрватске од 5 чланова. Први секретар је био Милан Бакић. Године 1939, Окружни комитет је био преустројен, а дужност секретара преузео је Касим Чехајић Турчин, постоларски радник. Његов је брат Слободан био секретар Окружног комитета Савеза комунистичке омладине Југославије у Бјеловару од 1938. до 1940. године.
По доласку на власт априла 1941, усташе су почеле да се решавају припадника српске верске и привредне елите на подручју НДХ. Тако је и Бакић био ухапшен 5. маја исте године и одведен у логор Даница, одакле је у лето био транспортован са скупином Срба у логор Јадовно у Лици, где је напослетку и убијен.
По њему је до 1990-их носила име II основна школа у Бјеловару.